# 市川市立大野小学校
市川市立大野小学校（いちかわしりつ おおのしょうがっこう）は、千葉県市川市南大野にある公立小学校。

## 概要
- 学校教育目標は「自学・自律・共育」
- 地域は一戸建てと高層住宅で構成され、住民の大部分は全国各地からの転居者である。
- 近隣には白鳥や白鷺など多くの水鳥や野鳥が飛来するこざと公園があり、一級河川大柏川が流れる。

## 通学区域
- 市川市[1]
  - 大野町1丁目の一部
  - 南大野1丁目、南大野2丁目の一部
- これらの区域を通学区域とする公立中学校は、市川市立下貝塚中学校である。[2]

## 沿革
- 1980年（昭和55年）
  - 4月1日 - 市川市立大柏小学校から分離し、市川市立大野小学校開校。開校時の学級数は6、児童数は114名[3]
  - 4月3日 - 開校式挙行[3]。
  - 6月13日 - この日を「創立記念日」と定めた[3]。
  - 7月1日 - プール完成[3]。
- 1981年（昭和56年） - 校歌発表会開催。校旗及び校章旗を制定。校舎増築工事開始[3]。
- 1982年（昭和57年）
  - 日付不明 - 南校舎完成[3]。
  - 3月 - 第1回卒業証書授与式挙行[3]。
- 1983年（昭和58年） - 防球ネット設備完成[3]。
- 1985年（昭和60年） - 夜間照明設備と校庭築山完成[3]。
- 1987年（昭和62年） - 校庭集水池工事完成[3]。
- 1989年（平成元年） - 創立10周年記念行事開催。また、この年度の児童数が1114名とピークを迎えた[3]。
- 1999年（平成11年） - 創立20周年記念行事開催[3]。
- 2000年（平成12年） - 給食調理業務民間委託開始[3]。
- 2001年（平成13年） - 新プール完成[3]。
- 2007年（平成19年） - 校舎増築工事開始[3]。
- 2008年（平成20年） - 体育館耐震工事完了。校舎増築完成。普通教室空調化[3]。
- 2009年（平成21年） - 創立30周年記念行事開催。校庭大野山改修工事[3]。
- 2012年（平成24年） - 校舎耐震補強工事完了[3]。
- 2017年（平成29年） - 校庭大野山改修工事完了[3]。
- 2019年（令和元年） - 創立40周年記念行事開催[3]。
- 2020年（令和2年）4月 - 新型コロナウイルス感染拡大による緊急事態宣言発出により、この月と翌月、臨時休校となる[3]。

## 交通アクセス
- JR東日本武蔵野線市川大野駅から、
  - 市川市コミュニティバス梨丸号（循環ルート・往復ルート）で8分、「大野小学校前」バス停下車。
  - 京成バス「本13」・「本14」・「本15」・「本37」・「本42」の各系統で、「大柏出張所前」バス停下車後、徒歩約370m・約6分。
  - 徒歩約1.5km・約23分。
- 北総鉄道北総線松飛台駅から、市川市コミュニティバス梨丸号往復ルートで31分、「大野小学校前」バス停下車（ただし、松飛台駅方面行最終便は途中の「保健医療福祉センター」止まり）。
- JR東日本中央総武緩行線・都営地下鉄新宿線本八幡駅から、
  - 京成バス「本13」・「本14」・「本15」の各系統で、「大柏出張所前」バス停下車後、徒歩約370m・約6分。
  - 京成バス「本11」・「本12」・「本71」の各系統で、「市川東高校入口」バス停下車後、徒歩約480m・約8分。
    - なお、「市川東高校入口」バス停は、「本13」・「本14」・「本15」の各系統も通るが、先述の通り「市川東高校入口」バス停で降りるより「大柏出張所前」バス停で降りた方が近い。

## 著名な出身者
- DAIGO（シンガーソングライター） - 小学校3年生まで在籍[4]